# Kangaroo (filme de 1952)
Kangaroo (br: A Lei do Chicote) é um filme estadunidense de 1952 dirigido por Lewis Milestone e estrelado por Maureen O'Hara e Peter Lawford.

## Sinopse
Na Austrália da virada do século, dois criminosos se agraciam com um fazendeiro para enganá-lo. No entanto, os dois parceiros tornam-se rivais pelo afeto da bela filha do fazendeiro.

## Elenco
- Maureen O'Hara ...Dell McGuire
- Peter Lawford ...Richard Connor
- Finlay Currie ...Michael McGuire
- Richard Boone ...John W. Gamble
- Chips Rafferty ...Trooper "Len" Leonard
- Letty Craydon ...Kathleen, Governanta de McGuire[1]
- Charles 'Bud' Tingwell ...Matt
- Henry Murdoch ...Piper